# Poppenhausen
Poppenhausen là một đô thị ở huyện Schweinfurt bang Bayern, Đức.